# ヒドロキサム酸

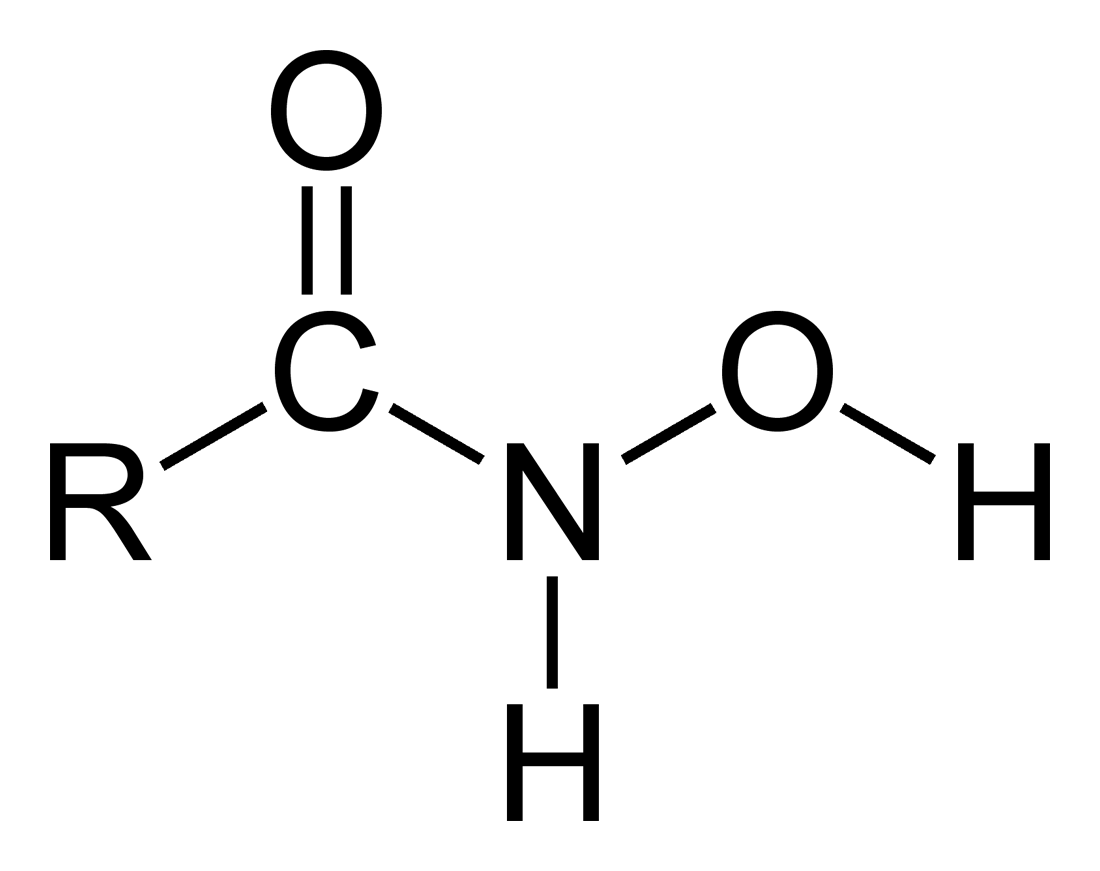
ヒドロキサム酸の一般構造式。

ヒドロキサム酸（ヒドロキサムさん、hydroxamic acid）とは、一般構造式が R-C(=O)-NH-OH と表される有機化合物群である。N-ヒドロキシカルボン酸アミドにあたる。
ヒドロキサム酸の窒素原子と酸素原子についた水素原子はいずれもプロトンとして外れやすく、そのpKaはカルボン酸よりやや弱い8〜9程度である。

## 合成、反応
通常ヒドロキサム酸は、カルボン酸ハロゲン化物またはカルボン酸エステルに、ヒドロキシルアミンを反応させて合成する。
{\displaystyle {\ce {{R-C(=O)-Cl}+ H2NOH -> R-C(=O)-NH-OH}}}
{\displaystyle {\ce {{R-C(=O)-OR'}+ H2NOH -> R-C(=O)-NH-OH}}}
ロッセン転位 は、ヒドロキサム酸誘導体から R基の1,2-転位を経てイソシアネートを与える反応として知られる。

## 生体での役割
生体においてヒドロキサム酸の誘導体は鉄イオンとキレート錯体を作り、その取り込みを助ける。また亜鉛などの金属のイオンを活性中心として持つ酵素も強く結合するため、酵素の阻害剤としても用いられる。例えば、カプリルヒドロキサム酸はウレアーゼ活性を阻害する。